# Myrmecodesmus unicorn
Myrmecodesmus unicorn är en mångfotingart som beskrevs av Shear 1977. Myrmecodesmus unicorn ingår i släktet Myrmecodesmus och familjen fingerdubbelfotingar. Inga underarter finns listade i Catalogue of Life.